# Adam Hunt (darter)
Adam Hunt (Chester-le-Street, 21 augustus 1993) is een Engelse dartsspeler die uitkomt voor de PDC. Hij haalde zijn tourkaart voor 2020/2021 door op de UK Q-School van 2020 als eerste op de Q-School Order of Merit te eindigen.

## Carrière
Ook in 2018 verdiende Hunt een tourkaart voor twee seizoenen. Hij was geëindigd als derde op de Development Tour Order of Merit, maar doordat de als tweede geëindigde Dimitri van den Bergh zich al geplaatst had bij de beste 64 op de Pro Tour Order of Merit, kreeg Adam Hunt zijn tourkaart voor 2018/2019.

Eerder al had Hunt een tourkaart voor 2014/2015. Hij plaatste zich daarvoor door als tweede te eindigen op de Chalenge Tour 2013.

Adam Hunt haalde in 2014 de kwartfinale van de Gibraltar Darts Trophy. Hij verloor daarin met 6-2 van Simon Whitlock nadat hij onder meer Mervyn King en Dave Chisnall verslagen had.
In 2020 plaatste Hunt zich voor het German Darts Championship. Hij won van Steve Brown en verloor in de tweede ronde van Joe Cullen.
Op de Q-School in januari 2024 bemachtigde de darter opnieuw een tourkaart en daarmee voor minimaal twee jaar toegang tot het professionele circuit.

## Resultaten op Wereldkampioenschappen

### PDC
- 2019: Laatste 96 (verloren van Luke Humphries met 0-3)
- 2021: Laatste 32 (verloren van Dirk van Duijvenbode met 0-4)
- 2022: Laatste 64 (verloren van Vincent van der Voort met 0-3)

### PDC World Youth Championship
- 2011: Laatste 32 (verloren van Michael van Gerwen met 3-4)
- 2012: Laatste 32 (verloren van Gino Vos met 4-5)
- 2013: Halve finale (verloren van Michael Smith met 3-6)
- 2014: Kwartfinale (verloren van Keegan Brown met 3-6)
- 2015: Laatste 32 (verloren van Bradley Kirk met 2-6)
- 2016: Laatste 64 (verloren van Sven Groen met 5-6)
- 2017: Laatste 32 (verloren van Josh Payne met 2-6)